# Región del Noreste Argentino

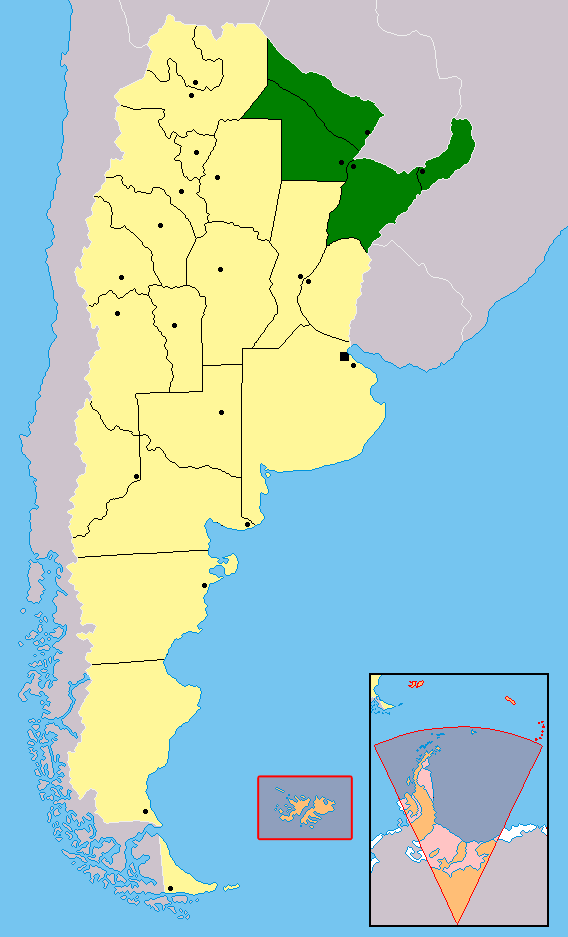
Mapa de la Región del Noreste Argentino (Región N.E.A.).

La Región del Noreste Argentino (Región N.E.A) es una de las dos subdivisiones administrativas que integran la Región del Norte Grande Argentino (siendo la otra la del Noroeste Argentino); en la práctica, es una subregión de otra mayor. 
Es además la entidad política que corresponde a la región histórico-geográfica del Noreste argentino.  
Fue creada el 9 de abril de 1999, a los efectos de lograr un sistema efectivo de consenso, integración regional, y acción conjunta entre las provincias argentinas firmantes, usando como base al artículo 124 de la Constitución Nacional:
Artículo 124.- «Las provincias podrán crear regiones para el desarrollo económico y social y establecer órganos con facultades para el cumplimiento de sus fines y podrán también celebrar convenios internacionales en tanto no sean incompatibles con la política exterior de la Nación y no afecten las facultades delegadas al Gobierno Federal o el crédito público de la Nación; con conocimiento del Congreso Nacional.».   
El Consejo Regional del Norte Grande es el máximo ente de gobierno regional, integrado por la Asamblea de Gobernadores, la Junta Ejecutiva y el Comité Coordinador. Este último, está constituido por un representante de la región N.O.A y otro representante de la región N.E.A, ambos son además miembros de la Junta Ejecutiva. La Comisión Ejecutiva Interministerial de Integración Regional coordina el proceso de integración a partir de las directivas de los órganos superiores antes mencionados.
Este tratado fue siendo reemplazado por otras instituciones regionales como el Parlamento del N.O.A.

## Provincias que componen la Región del Noreste Argentino
- Chaco
- Corrientes
- Formosa
- Misiones

## Características de estas provincias
| Provincia  | CPA | Pob. (2022) | Sup. (km²) | Capital     | Bandera               |
| ---------- | --- | ----------- | ---------- | ----------- | --------------------- |
| Misiones   | N   | 1 278 873   | 29 801     | Posadas     | Bandera de Misiones   |
| Corrientes | W   | 1 212 696   | 88 199     | Corrientes  | Bandera de Corrientes |
| Chaco      | H   | 1 129 606   | 99 633     | Resistencia | Bandera del Chaco     |
| Formosa    | P   | 607 419     | 72 066     | Formosa     | Bandera de Formosa    |
| Total RNEA | -   | 4 228 594   | 289 699    | -           | -                     |